# Hermann Rose (Politiker)
Heinrich Rudolf Hermann Rose (* 7. Mai 1879 in Lüneburg; † 28. Januar 1943 in Göttingen) war ein deutscher Jurist, Verwaltungsbeamter und Politiker (DVP).

## Leben und Beruf
Nach dem Abitur 1897 nahm Rose ein Studium der Rechts- und Staatswissenschaften an den Universitäten in Heidelberg, München und Göttingen auf, das er mit beiden juristischen Staatsexamen beendete. Sein Referendariat absolvierte er in Stade und Verden. Ab 1905 war er als Regierungsassessor bei der Eisenbahndirektion in Berlin tätig. Nach der Promotion zum Dr. jur. 1907 an der Julius-Maximilians-Universität Würzburg wurde er Eisenbahndirektor in Halle. Er wechselte 1909 als Regierungsrat ins preußische Innenministerium und wurde später zum Geheimen Regierungsrat ernannt. Von 1922 bis 1933 amtierte Rose als Regierungspräsident von Stade. 1933 trat er auf Druck des ost-hannoverschen Gauleiters Otto Telschow als Regierungspräsident zurück und schied 54-jährig aus dem Verwaltungsdienst aus.

## Abgeordneter
Rose war von 1921 bis 1932 Mitglied des Preußischen Landtages.